# WNT6
WNT6 (англ. Wnt family member 6) – білок, який кодується однойменним геном, розташованим у людей на 2-й хромосомі. Довжина поліпептидного ланцюга білка становить 365 амінокислот, а молекулярна маса — 39 721.
| 10         |  | 20         |  | 30         |  | 40         |  | 50         |
| ---------- |  | ---------- |  | ---------- |  | ---------- |  | ---------- |
| MLPPLPSRLG |  | LLLLLLLCPA |  | HVGGLWWAVG |  | SPLVMDPTSI |  | CRKARRLAGR |
| QAELCQAEPE |  | VVAELARGAR |  | LGVRECQFQF |  | RFRRWNCSSH |  | SKAFGRILQQ |
| DIRETAFVFA |  | ITAAGASHAV |  | TQACSMGELL |  | QCGCQAPRGR |  | APPRPSGLPG |
| TPGPPGPAGS |  | PEGSAAWEWG |  | GCGDDVDFGD |  | EKSRLFMDAR |  | HKRGRGDIRA |
| LVQLHNNEAG |  | RLAVRSHTRT |  | ECKCHGLSGS |  | CALRTCWQKL |  | PPFREVGARL |
| LERFHGASRV |  | MGTNDGKALL |  | PAVRTLKPPG |  | RADLLYAADS |  | PDFCAPNRRT |
| GSPGTRGRAC |  | NSSAPDLSGC |  | DLLCCGRGHR |  | QESVQLEENC |  | LCRFHWCCVV |
| QCHRCRVRKE |  | LSLCL      |  |            |  |            |  |            |

A: Аланін

C: Цистеїн

D: Аспарагінова кислота

E: Глутамінова кислота

F: Фенілаланін

G: Гліцин

H: Гістидин

I: Ізолейцин

K: Лізин

L: Лейцин

M: Метіонін

N: Аспарагін

P: Пролін

Q: Глутамін

R: Аргінін

S: Серин

T: Треонін

V: Валін

W: Триптофан

Кодований геном білок за функцією належить до білків розвитку. 
Задіяний у такому біологічному процесі, як сигнальний шлях Wnt. 
Локалізований у позаклітинному матриксі.
Також секретований назовні.